# 黎廷瑞
黎廷瑞（1250年—1308年），字祥仲，号芳洲，又号俟庵，鄱阳（今江西鄱阳县）人。

## 生平
咸淳七年（1271年）赐同进士出身，授迪功郎。官肇庆府司法参軍。宋亡，隱居山中十年，与吴存、徐瑞等友好。至元二十三年（1286年），摄本郡教事。晚年号俟庵。至大元年（1308年）卒。有《芳洲集》三卷。